# Bove (cognome)
Bove è un cognome di lingua italiana.

## Varianti
Bo, Bò, Bo', Boarello, Boaretti, Boaretto, Boaro, Boasso, Boato, Boattieri, Bobbio, Boe, Boeddu, Boellis, Boer, Boeri, Boeris, Boero, Boesi, Boetti, Boetto, Boi, Boissi, Bovalino, Bovaro, Bovato, Bovet, Bovetto, Bovier, Bovi, Bovio, Bovo, Bovoli, Bovoni, Boy, Bua, Bue, Bufaletti, Bufali, Bufalini, Bufalino, Bufalo, Bufaloni, Bui, Buini, Buo, Butera, Buttari, Buttaro, Butteri, Buttero, Buvoli, Buy, Dal Bò, Del Bò, Del Bufalo, La Bua, Ligabue, Lo Bue, Lo Voi, Voi, Voiello, Vottari, Vua.

## Origine e diffusione
Il cognome è panitaliano, ma tipicamente meridionale.
Potrebbe derivare dal termine bove, ad indicare un allevatore, macellaio o commerciante di buoi o l'animale in sé. In alcuni casi, potrebbe altresì essere legato al popolo dei Boeri.
Le varianti La Bua e Lo Bue sono meridionali; Bo, Bo', Bò e Bovo sono settentrionali; Bovaro compare in Italia centrale; Boaro è veneto e marchigiano; Bovier e Bovio sono campani; Boetto e Bovetto compaiono in Liguria e Piemonte; Bovet è valdostano; Bovoli è emiliano; Bovalino è reggino; Bufalino è reggino e siciliano; Bufalo, Butera, Voi e Lo Voi sono siciliani; Voiello è campano; Bovio è panitaliano con prevalenza nel napoletano.
Butteri e Buttero potrebbero altresì essere varianti di Bottai.

## Persone
- Antonino Bove (1945) – artista italiano
- Edoardo Bove (2002) – calciatore italiano
- Elisa Bove (1942) – attrice italiana